# Task Force Harrier
Task Force Harrier è un videogioco arcade del 1989 sviluppato da NMK. Nel 1991 il gioco ha ricevuto una conversione per Sega Mega Drive dal titolo Task Force Harrier EX.